# Keisha Castle-Hughes
Keisha Castle-Hughes, född 24 mars 1990 i Donnybrook, Western Australia, är en nyzeeländsk skådespelare.
Hennes far är australier och hennes mor maori. Castle-Hughes föddes i Australien, men flyttade till Nya Zeeland när hon var fyra år. Hon är mest känd för rollen som den identitetssökande lilla maoriflickan i Whale Rider (2002), som hon nominerades till en Oscar för i kategorin Bästa kvinnliga huvudroll. Hon har även gästspelat i ett avsnitt av Legend of the Seeker i andra säsongen.

## Filmografi (urval)
- 2002 – Whale Rider
- 2005 – Star Wars: Episod III - Mörkrets hämnd
- 2006 – Vägen till Betlehem
- 2010 – Legend of the Seeker: Episode 15 - Creator
- 2015–2016 – Game of Thrones (TV-serie)